# Jamaica Kincaid
Jamaica Kincaid, rozená Elanie Potter Richardson (* 25. května 1949 Saint John's, Antigua) je antigujská spisovatelka a esejistka žijící a působící ve Spojených státech amerických. Narodila se na ostrově Antigua, který je součástí ostrovního státu Antigua a Barbuda. V současnosti žije v North Benningtonu ve státě Vermont. Působí jako profesorka anglické literatury na univerzitě Claremont McKenna College v Clermontu. Za své dílo získala řadu ocenění, mimo jiné Guggenheimovy ceny za beletrii. Její tvorba je však často kritizována pro svoji vysokou míru zloby, částečně způsobenou vysokou mírou autobiografičnosti. Patří k významným představitelkám karibské exilové literatury.

## Život
Narodila se v roce 1949 jako Elanie Potter Richardson ve městě St. John’s na ostrově Antigua. Dětství strávila se svou matkou a nevlastním otcem, tesařem. V St. John’s vychodila střední školu, kde byla ovlivněna britským kurikulem, jelikož Antigua měla až do roku 1967 status kolonie. V této době si vypěstovala lásku k britské literatuře, i přes své formálně nepříliš kvalitní vzdělání získala velký literární rozhled.
Byť chtěla studovat univerzitu v Antigue a působit jako učitelka, její rodina se rozhodla jinak. V roce 1965 své rodiště opustila a byla odeslána do Westchestru (část amerického státu New York), kde pracovala jako au pair. Peníze, které vydělala, měla posílat zpět domů. Ona to však odmítla, neotevírala dokonce ani dopisy od své matky. V New Yorku také později začala studovat fotografii na New York School for Social Research. Rok chodila na Franconia College in New Hampshire. Vysokoškolské vzdělání, neukončila.
V roce 1973 začala publikovat pod jménem Jamaica Kincaid. Jméno si změnila zejména kvůli obavám, že její rodina by její tvorbu odmítla.
Své první texty publikovala v časopise Ingenue, který je určen mladé generaci, díky čemuž začala získávat kontakty z Newyorského literárního prostředí. Mimo jiné se seznámila s Georgem Trowem, sloupkařem magazínu The New Yorker. Začala s ním spolupracovat. V roce 1976 se stala stálou přispěvatelkou. V New Yorkeru publikovala v roce 1978 i svou první povídku s názvem Girl, která se později stala součástí její známé sbírky povídek At the Bottom of the River.

## Osobní život
V roce 1979 si vzala skladatele a profesora Allena Shawna působícího na Bennington College. Mají spolu dvě děti, hudebního producenta Harolda a zpěvačku a textařku Annie Rosamond. Se Shawnem se rozvedli v roce 2002. Je prezidentkou oficiálního fanclubu svého syna Harolda. Je vášnivou zahradnicí, na toto téma publikovala řadů textů. Je praktikující židovkou, k judaismu konvertovala v roce 1993.

## Dílo
Je autorkou 5 románů, sbírky povídek At the Bottom of the River a celé řady samostatných povídek, řadu z nichž publikovala v magazínu New Yorkeru. Velká část autorčiny tvorby v sobě nese výrazné autobiografické prvky. Autorka sama připouští, že její tvorba odráží komplikovaný vztah, který má se svou matkou. Její raná tvorba se setkala s poměrně nadšeným ohlasem, to se ale změnilo s vydáním A Small Place a později také Lucy. Řada kritiků jí vyčítá naštvaný tón, který se v její tvorbě často objevuje. Její tvorba často upřednostňuje dojmy a pocity před vývojem příběhu. Kromě výrazné postavy matky se v tvorbě objevuje také vliv kolonialismu, britského imperialismu a sexuality. Autorčin styl je jednoduchý, vyjadřuje se stručně a používá poměrně prostý jazyk.

### Romány
- Annie John (1985)
- Lucy (1990)
- The Autobiography of My Mother (1985)
- Mr. Potter (2002)
- See Now Then (2013)

### Sbírky povídek
- At the Bottom of the River (1983)